# Total Request Live
Total Request Live (znane jako TRL) – program emitowany w stacji muzycznej MTV, prezentujący 10 najpopularniejszych teledysków dnia. Gośćmi programu na żywo są popularni muzycy, aktorzy i osobistości show-biznesu. Program jest przeznaczony dla nastoletniej widowni.
16 listopada 2008 roku po raz ostatni został wyemitowany program Total Request Live w którym między innymi wystąpiła Beyoncé, gdzie wykonała „If I Were a Boy”, „Single Ladies (Put a Ring on It)” oraz „Crazy in Love”.
Obecnie lokalna wersja programu nadawana jest tylko we Włoszech, na MTV.